# Rhachisphora kallarensis
Rhachisphora kallarensis là một loài côn trùng cánh nửa trong họ Aleyrodidae, phân họ Aleyrodinae.
Rhachisphora kallarensis được Jesudasan & David miêu tả khoa học đầu tiên năm 1991.